# Svetoslav Rjorich

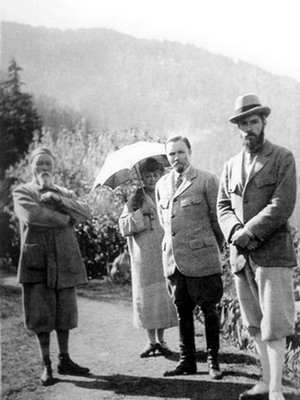
Nikolaj, Helena, Joeri en Svetoslav

Svetoslav (Svjatoslav) Nikolajevitsj Rjorich (Russisch: Святослав Николаевич Рерих), ook wel Roerich (23 oktober 1904 - 30 januari 1993) was een Russisch architect en werd vooral bekend als kunstschilder.

## Studie
Als kind leerde hij schilderen van zijn vader Nikolaj Rjorich; zijn moeder Helena was schrijfster en zijn oudere broer Joeri tibetoloog. Svetoslav Rjorich studeerde in 1919 architectuur in Engeland en ging in 1920 naar de School of Architecture van de Columbia-universiteit. In 1926 won hij de Gand Prix van de Sesquicentennial Exposition in Philadelphia.

## Leven
Rjorich woonde lange tijd in India. De Indiase staatsman Jawaharlal Nehru bekroonde hem tweemaal, eenmaal met de International Award en verder met de prestigieuze Indiase prijs Padma Bhushan. Hij schilderde ook Nehru en zijn dochter Indira Gandhi verschillende malen; deze schilderijen hangen begin 21e eeuw in de hal van het parlement in New Delhi. Verder werd hij benoemd tot erehoogleraar aan Kunstacademies in de Sovjet-Unie en Bulgarije.
Tijdens de Tweede Wereldoorlog steunde hij de Sovjet-Unie actief door exposities en schilderijverkopen te houden van zijn werk en die van zijn vader, waarvan ze de opbrengst schonken aan de Sovjet fondsen van het Russische Rode Kruis en het Rode Leger. Hij was sinds 1945 getrouwd met de Indiase filmactrice Devika Rani. Ze hadden een grote plantage met de naam Tataguni in de omgeving van de ashram van Sri Sri Ravi Shankar bij Bangalore.
In 1990 richtte hij met een deel van de nalatenschap van zijn vader, maar ook andere familiestukken, de Sovjet Rjorich Stichting op die later werd omgedoopt in Internationaal Centrum van de Rjorichs. Hij doneerde meer dan 400 schilderijen, archieven, de bibliotheek en antiquiteiten van de familie.
- Gemeinsame Normdatei: 119253186
- International Standard Name Identifier: 0000 0000 7260 4816
- Library of Congress Control Number: n94047137
- Nationale Bibliotheek van Letland: 000052423
- Nationale Bibliotheek van Tsjechië: js2010595007
- Nederlandse Thesaurus van Auteursnamen: 216428203
- Système universitaire de documentation: 230812244
- Virtual International Authority File: 100384377
- WorldCat: E39PBJwhBxhFh8V7HcV7KqvbVC